# Мороз, Иван Михайлович
Ива́н Миха́йлович Моро́з (10 июня 1914, Веркиевка, Черниговская губерния — 7 марта 1993, Москва) — советский военачальник и политработник, лётчик, генерал-полковник авиации. Участник Великой Отечественной войны, Герой Советского Союза (7 мая 1965 года).

## Биография
Родился 10 июня 1914 года в селе Вертиевка в семье крестьянина. Украинец.
В 1934 году окончил Нежинский государственный педагогический институт, после чего был призван на службу в Красную армию.
В 1939 году Мороз окончил Одесскую военно-авиационную школу лётчиков-истребителей и вступил в ряды ВКП(б).
Участник Великой Отечественной войны. Войну начал комиссаром эскадрильи на Юго-западном фронте. В своём первом боевом вылете, случившемся 22 июня 1941 года, сбил немецкий бомбардировщик. В начале 1942 года назначен на должность комиссара 92-го истребительного авиаполка 1-й ударной группы Ставки Верховного Главнокомандования на Волховском фронте, активно участвовал в боевых вылетах.
В марте 1942 года Иван Мороз в воздушном бою был тяжело ранен, получил 6 пулевых и 11 осколочных ранений, но сумел посадить самолёт на своей территории. После госпиталя в конце июля 1942 года Мороз вернулся на службу и был назначен военным комиссаром 280-й бомбардировочной авиационной дивизии.
С октября 1942 года, после упразднения института военных комиссаров, Иван Мороз был назначен заместителем командира дивизии по политической части. На этой должности в составе 280-й бомбардировочной авиационной дивизии он прошел весь боевой путь до конца Великой Отечественной войны. Всего за годы войны Иван Мороз совершил 117 боевых вылетов.
После войны Иван Мороз продолжил службу в ВВС СССР. В 1949 году окончил курсы политсостава при Военно-воздушной инженерной академии и получил звание генерал-майора.
Указом Президиума Верховного Совета СССР от 7 мая 1965 года «за образцовое выполнение боевых заданий командования, умелое руководство партийно-политической работой в боевых условиях, мужество и героизм, проявленные в борьбе с фашистскими захватчиками, и в ознаменование 20-летия Победы советского народа в Великой Отечественной войне 1941—1945 гг.» генерал-майору авиации Ивану Михайловичу Морозу присвоено звание Героя Советского Союза с вручением ордена Ленина и медали «Золотая Звезда»
C 1967 по 1981 год Иван Мороз занимал должность члена Военного совета — начальника политуправления Военно-воздушных сил, а в 1981-1987 годах был военным консультантом Группы генеральных инспекторов Министерства обороны СССР. Был личным военным консультантом Фиделя Кастро на Кубе, за что получил от его подарок именной карабин с подписью Фиделя Кастро.
Избирался членом Центрального Комитета Компартии Белоруссии, депутатом Верховного Совета РСФСР (от Горьковской области — 7-9 созывов, 1967—1980), Верховного Совета Белорусской ССР, делегатом партийных съездов Литвы и Азербайджана.
В 1987 году генерал-полковник Мороз был отправлен в отставку. Последние годы жизни провёл в Москве, где и скончался 7 марта 1993 года. Был похоронен в Москве на Троекуровском кладбище (участок 3).

## Награды
- Герой Советского Союза (7 мая 1965 года, медаль № 10107);
- два ордена Ленина;
- орден Октябрьской Революции;
- два ордена Красного Знамени;
- два ордена Отечественной войны I степени;
- орден Красной Звезды;
- орден «За службу Родине в ВС СССР» III степени;
- медаль «За победу над Германией в Великой Отечественной войне 1941-1945 гг.»;
- другие медали СССР;
- иностранные ордена и медали.

## Память
- Имя Героя Советского Союза Ивана Мороза высечено в пантеоне памятника Победы в городе Киеве. Ему также посвящены стенды в Нежинском государственном педагогическом институте и в музее Вертиевской средней школы.

## Сочинения
- Мороз И. М. Воспоминания // И возвращались с победой. — Лениздат, 1986.